# Berengario di Landorra
Berengario di Landorra (Salmiech, 1262 – Santiago di Compostela, 20 ottobre 1330) è stato un religioso e arcivescovo cattolico francese.

## Biografia
Nacque nel 1262 a Salmiech.
Entrato nei frati domenicani, nel 1312 divenne il tredicesimo Maestro generale dell'Ordine dei predicatori, e mantenne l'incarico fino al 1317.
Dal 1317 fu arcivescovo di Santiago di Compostela, patrocinando l'esposizione di reliquie provenienti dalla Terra Santa Unì alle scarse rendite dei cardinalati quelle di corrispondenti canonicati.
Morì il 20 ottobre 1330 a Santiago di Compostela.

## Genealogia episcopale e successione apostolica
La genealogia episcopale è:
- Cardinale Niccolò Alberti, O.P.
- Arcivescovo Berengario di Landorra, O.P.

La successione apostolica è:
- Vescovo Gonzalo Núñez de Novoa (1320)
- Vescovo Rodrigo Ibáñez (1320)

## Opere
Scrisse Lumen animæ, seu liber moralitatum Magnarum rerum naturalium, che fu pubblicato nel 1482 da Matthias Farinator.